# Lena Kiefer
Lena Kiefer (* 31. Dezember 1984) ist eine deutschsprachige Schriftstellerin, welche Liebes- und Fantasyromane für Jugendliche und junge Erwachsene schreibt.

## Leben und Wirken
Lena Kiefer studierte Germanistik und Bildungswissenschaften an der Albert-Ludwigs-Universität Freiburg und arbeitete dann als Redakteurin im Marketing. Sie lebt mit ihrem Mann in der Nähe von Bremen.
2019 erschien ihre dystopische Roman-Trilogie Ophelia-Scale im cbj Kinderbücher Verlag. 2020 und 2021 erschien die Reihe Don’t-Love-Me, aus der alle drei Bände auf die Spiegel-Bestsellerliste kamen.
Der im Juni 2022 im LYX Verlag (Bastei Lübbe) erschienene Roman Heavy & Light der Reihe Westwell, platzierte sich auf Platz 3 der Spiegel-Bestsellerliste Paperback Belletristik, die beiden Folgebände erreichten jeweils Platz 1.

## Auszeichnungen
- 2019: LovelyBooks Leserpreis Silber in der Kategorie Deutschsprachiges Debüt für Ophelia Scale – Die Welt wird brennen.
- 2023: LovelyBooks Community Award Silber in der Kategorie Liebesromane für Westwell – Hot & Cold.[8]

## Werke
Ophelia Scale
- Ophelia Scale – Die Welt wird brennen. cbj, München 2019, ISBN 978-3-570-16542-3.
- Ophelia Scale – Wie alles begann. cbj München 2019, ISBN 978-3-641-24246-6.
- Ophelia Scale – Der Himmel wird beben. cbj, München 2019, ISBN 978-3-570-16543-0.
- Ophelia Scale – Die Sterne werden fallen. cbj, München 2019, ISBN 978-3-570-16557-7.

Don’t Love Me
- Don’t Love Me. cbj, München 2020, ISBN 978-3-570-16598-0.
- Don’t Hate Me. cbj, München 2020, ISBN 978-3-570-16599-7.
- Don’t Leave Me. cbj, München 2021, ISBN 978-3-570-16600-0.

KNIGHTS
- KNIGHTS – Ein gefährliches Vermächtnis. cbj, München 2021, ISBN 978-3-570-16591-1.
- KNIGHTS – Ein gnadenloses Schicksal. cbj, München 2022, ISBN 978-3-570-16592-8.
- KNIGHTS - Eine erbarmungslose Macht. cbj, München 2023, ISBN 978-3-570-16593-5

Westwell
- Westwell – Heavy & Light. LYX (Bastei Lübbe), Köln 2022, ISBN 978-3-7363-1762-8.
- Westwell – Bright & Dark. LYX (Bastei Lübbe), Köln 2022, ISBN 978-3-7363-1805-2.
- Westwell – Hot & Cold. LYX (Bastei Lübbe), Köln 2023, ISBN 978-3-7363-1813-7.

Coldhart
- Coldhart – Strong & Weak. LYX (Bastei Lübbe), Köln 2024, ISBN 978-3-7363-2073-4.
- Coldhart – Deep & Shallow. LYX (Bastei Lübbe), Köln 2024, ISBN 978-3-7363-2115-1.